# Chiriet-Lunga
Chiriet-Lunga (in gagauzo Kiriyet, in russo Kiriet-Lunga – Кириет-Лунга) è un comune della Moldavia situato nella Gagauzia di 2.498 abitanti al censimento del 2004.

## Società

### Evoluzione demografica
In base ai dati del censimento, la popolazione è così divisa dal punto di vista etnico:
| Etnia       | Abitanti | %     |
| ----------- | -------- | ----- |
| Moldavi     | 54       | 2,16  |
| Ucraini     | 32       | 1,28  |
| Russi       | 35       | 1,40  |
| Gagauzi     | 2.312    | 92,55 |
| Bulgari     | 37       | 1,48  |
| Rumeni      | 0        | 0     |
| Altre etnie | 28       | 1,12  |